# Chira superba
Chira superba är en spindelart som beskrevs av Lodovico di Caporiacco 1947. Chira superba ingår i släktet Chira och familjen hoppspindlar. Inga underarter finns listade i Catalogue of Life.